# Verdrag van Versailles (1756)
In het Eerste Verdrag van Versailles  daterend 1 mei 1756 werd door het koninkrijk Frankrijk beloofd, in ruil voor een goede verstandhouding met Wenen en defensieve neutraliteit, afstand van de Oostenrijkse Nederlanden te doen aan de hertog van Parma, don Filips. Het tweede, precies een jaar later, veranderde dit eerste in een uitdrukkelijk bondgenootschap, en Frankrijk beloofde toen Oostenrijk zijn hulp tegen Pruisen.